# Ctenus rubripes
Ctenus rubripes är en spindelart som beskrevs av Eugen von Keyserling 1881. Ctenus rubripes ingår i släktet Ctenus och familjen Ctenidae. Inga underarter finns listade i Catalogue of Life.